# Zetobora signaticollis
Zetobora signaticollis är en kackerlacksart som beskrevs av Hermann Burmeister 1838. Zetobora signaticollis ingår i släktet Zetobora och familjen jättekackerlackor. Inga underarter finns listade i Catalogue of Life.